# Richard Henderson
Richard Henderson (Edimburgo, 19 luglio 1945) è un biologo e biofisico britannico premio Nobel per la chimica nel 2017.
Ha ricevuto il 4 ottobre 2017 con l'americano Joachim Frank e lo svizzero Jacques Dubochet il premio Nobel per la chimica per i loro studi in microscopia crio-elettronica.